# Mattagami
Il Mattagami è un fiume del Canada che attraversa le regioni settentrionali della provincia dell'Ontario.
Scorre inizialmente per 443 km a nord dalle sue sorgenti, passando a sud-ovest della città di Timmins, prima di incontrare il fiume Missinaibi. Entrambi i fiumi diventano affluenti del fiume Moose, che si getta nella Baia di James.